# Konvent
Konvent —escrit amb K— és un espai autogestionat de confluència de persones amb inquietuds artístiques. De vegades, però, ha estat descrit com un projecte o un centre d'art multidisciplinari. L'espai està ubicat en un antic convent de monges del segle xix, a l'antiga colònia tèxtil de Cal Rosal, a la comarca del Berguedà. Altres construccions i naus properes també formen part de Konvent. La majoria de les activitats, però, es concentren en l'edifici del convent de monges, antigament anomenat convent del Sagrat cor de Jesús, el qual conserva, en molts aspectes, la seva estètica original.
El conjunt de l'espai inclou les diferents naus on es duia a terme l’activitat industrial, i un edifici principal de quatre plantes, el convent de monges. En aquest edifici s'han conservat els espais de culte, les estances on dormien les monges, la infermeria i les aules on anaven a escola els nens i nenes de les famílies obreres de la fàbrica. Des de 2005, aquestes sales es van anar transformant en habitatges, sales d’exposició o escenaris amb una gran capacitat de transformació. L'atmosfera vital dels espais, crua i carregada de lirisme, queda reforçada pels objectes quotidians i peces d’art contemporànies que els decoren.
Konvent convoca residències artístiques que tinguin arrelament amb el territori i apel·lin a l'experimentació, advocant per la creació en el sentit més lliure de la paraula. Aquestes residències són una plataforma d’ajuda per artistes i persones creadores oferint condicions d’espai i concentració per a l'experimentació, ja sigui en el camp de les arts escèniques, arts plàstiques, tecnologia, gastronomia, ciència o altres.
Cal Rosal ja havia estat pràcticament abandonada, quan les darreres monges en marxar del convent, van lliurar les claus a la mare d'en Pep Espelt per tal que aquest tingués cura de les plantes. Espelt va ocupar-se dels jardins del convent i a la vegada va anar condicionant alguns racons com a punt de trobada per artistes i col·lectius creatius. Aquest va ser el germen del primer Festival Konventpuntzero (any 2006), un dels objectius del qual era dinamitzar la cultura a la comarca del Berguedà. En aquest sentit, es buscava descentralitzar Barcelona com a plataforma de producció cultural i artística. El festival va acabar desembocant en allò que més tard va ser Konvent.
La música forma part de les activitats principals de Konvent. En aquest àmbit s'han gestat infinitat de projectes, idees i obres d'art musicals d'una manera natural, música per a pel·lícules, concerts, etc. on s'han barrejat el flamenc amb l'electrònica, el folk amb la tecnologia, el burlesque amb la música sacra, etc.
La gastronomia és un altre dels aspectes fonamentals de Konvent. El projecte «Konvent Cuina» es va iniciar a l'antic convent de monges, però va haver de tancar per una qüestió de llicències. El 2016, però, es va reprendre aquest projecte amb un nou espai gastronòmic, aquesta segona vegada, ubicat en un nou emplaçament, un local a la ciutat de Berga, el restaurant Corpus. Tot i que l'entorn va canviar, les persones que s'ocuparen de la cuina i la filosofia van continuar sent les mateixes del projecte original.

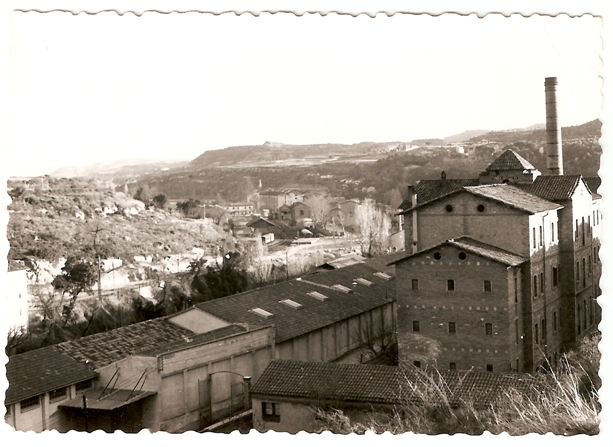
La fabrica nova (fotografia històrica)
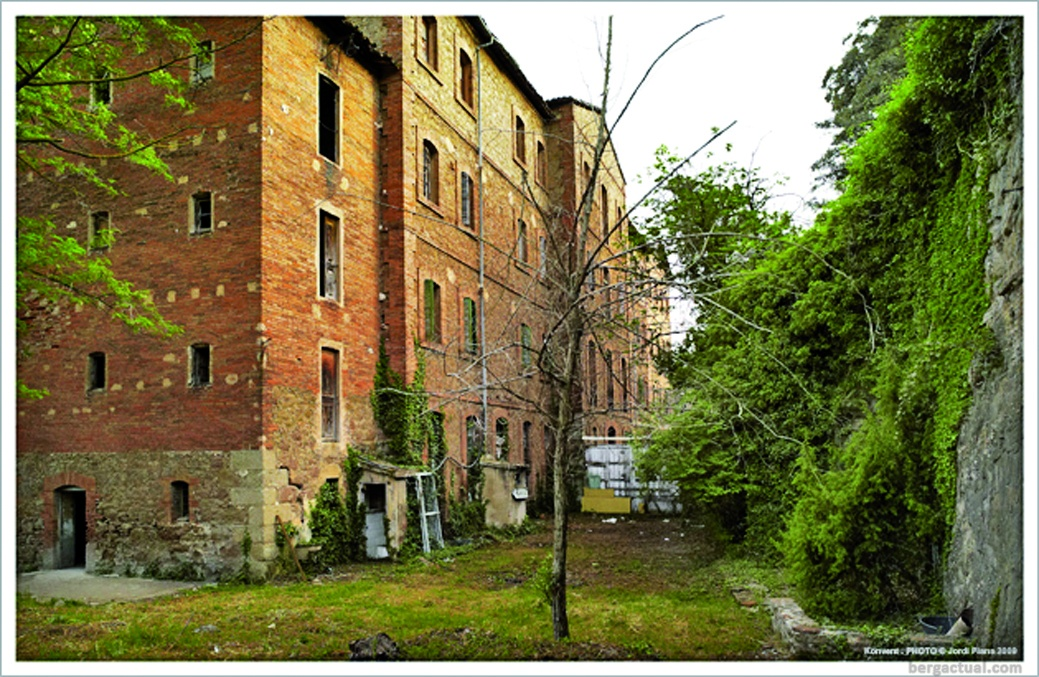
Jardins del convent
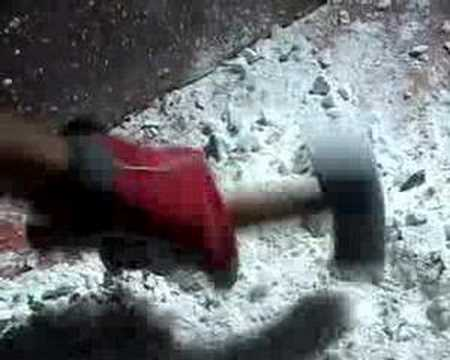
Konventpuntzero, mostra d'art a cal rosal
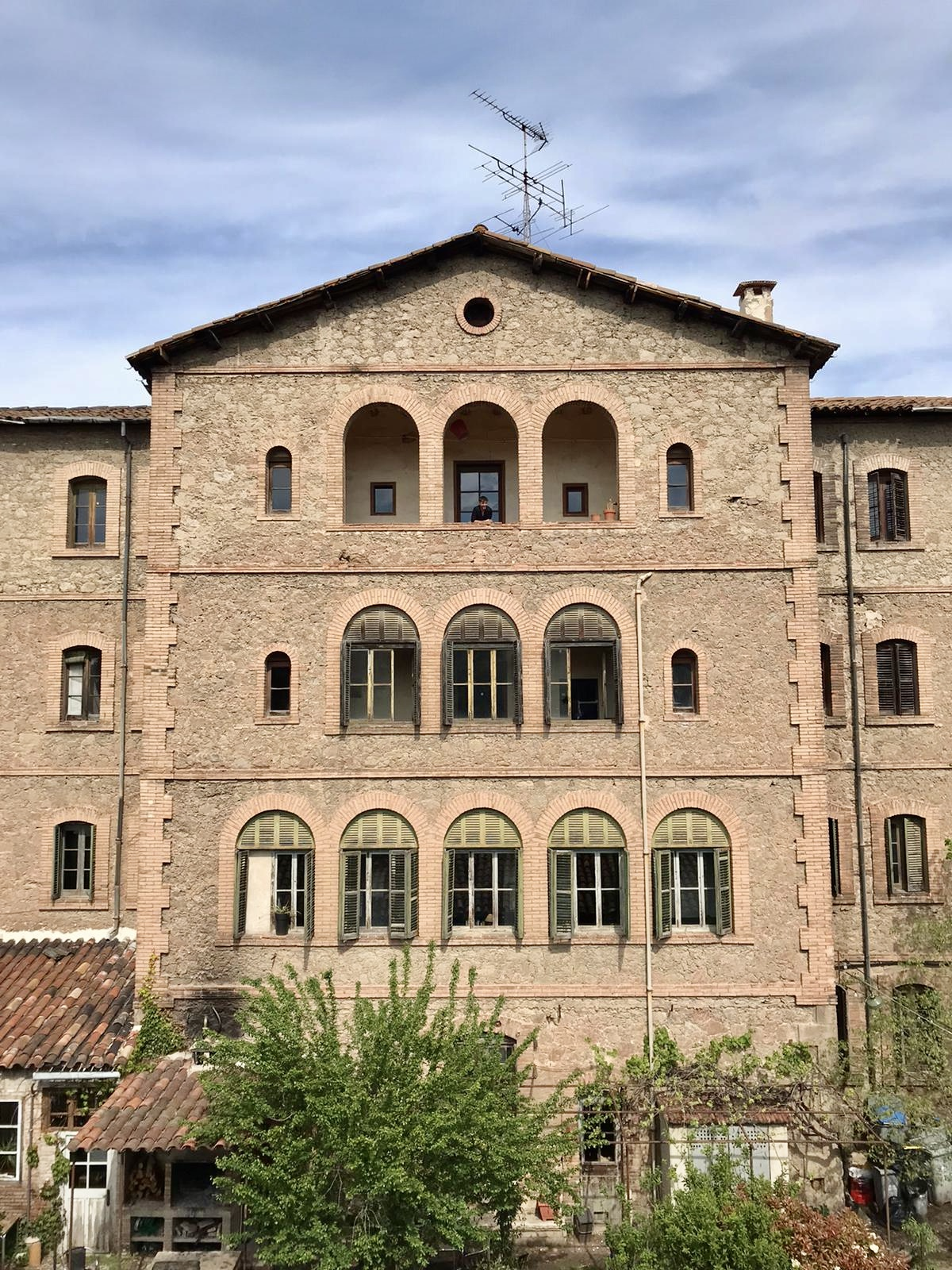
Façana de l'espai cultural Konvent
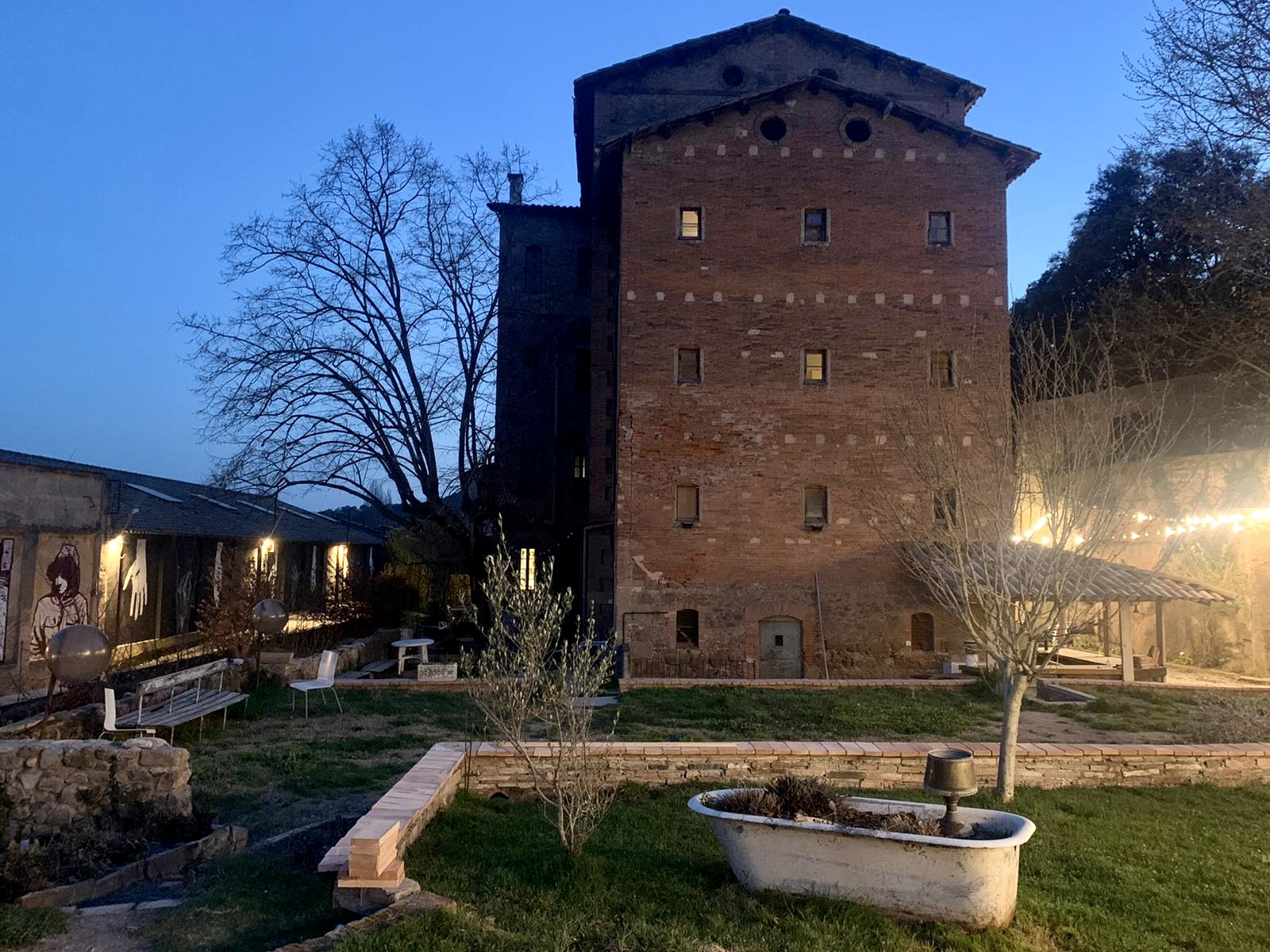
Edifici Cal Rosal